# Giancarlo Onorato
Giancarlo Onorato, talvolta reso graficamente come gianCarlo Onorato (Monza, 1960), è un musicista, scrittore, pittore e produttore discografico italiano. Dopo gli esordi a capo degli Underground Life, da lui guidati dal 1977 al 1995, e dopo aver cofondato l'etichetta discografica Lilium Produzioni e La Mantide Edizioni Musicali, ha dato il via alle attività di musicista solista e di romanziere, che lo hanno portato a pubblicare vari dischi e racconti.

## Biografia
Esordisce nel 1977, a soli diciassette anni, alla guida del gruppo Underground Life, scrivendo testi e musica. Dopo lo scioglimento del gruppo nel 1993, Onorato intraprende una carriera solista, pubblicando dischi con la sua etichetta discografica Lilium Produzioni, cofondata nel 1990, in compagnia dei fratelli Sandro ed Enzo Onorato.
Il suo primo disco da solista, Il velluto interiore, esce nel 1996, seguito da un tour senza l'ausilio di promozione. In seguito a un periodo di residenza a Basilea, pubblica nel 1998 Io sono l'angelo, con la collaborazione della poetessa Anna Lamberti Bocconi e diversi musicisti ospiti: Egle Sommacal ed Emidio Clementi dei Massimo Volume, Romina Salvadori e Massimo Lupo degli EstAsia, Lilith dei Not Moving ed Andrea Chimenti.
Del 2001 è invece Come fiori in mare - Luigi Tenco riletto, un album di cover del cantante piemontese, mentre Falene risale al 2004: per l'ultimo disco, il cantante ha tenuto un solo concerto nel 2006. Nel 2010 esce Sangue Bianco, registrato in cinque diverse sale di registrazione e accolto con unanime entusiasmo dalla critica. Il disco gli vale il Premio Giacosa "Parole per la Musica" (2012). Nel 2014 pubblica con Cristiano Godano l'album Ex Live registrato a Brescia nel dicembre 2013.
Nel 2017 esce un nuovo lavoro da solista intitolato Quantum
Parallelamente alla sua attività musicale, Onorato scrive nel 1988 il romanzo Filosofia dell'aria e dal 1990 intraprende la carriera di pittore, che prosegue fino al 1999. 
Nel 1993 viene pubblicato in edizione limitata, per Stampa Alternativa, il racconto L'officina dei gemiti. Nel 2007 esce il romanzo Il più dolce delitto, pubblicato da Sironi Editore e nel 2013 il saggio Ex. Semi di musica vivifica per i tipi di VoloLibero. Nel 2015 partecipa alla raccolta di racconti "La formazione dello scrittore", per Laurana. 
Nel 2020 esce la ristampa di "Ex-Semi di musica vivifica" a cura di Felce Comunicazioni. 
Nel 2021 è entrato a far parte come selezionatore del Festival di Cinema "Asolo Art Film Festival". 
Nel mese di febbraio 2022 Onorato ha avviato ufficialmente le sessioni di incisione per un nuovo album in studio, composto poco dopo il rilascio di Quantum. Non è ancora stata annunciata una data di pubblicazione. 
Il 29 luglio 2022 è stato insignito della Targa "Miglior Live" Rock Targato Italia, per il Tour "Liturgie" del 2021.

## Discografia parziale

### Discografia solista

#### Album
- 1996 - Il velluto interiore contiene il racconto inedito Lo spettro gentile
- 1998 - Io sono l'angelo
- 2004 - Falene
- 2006 - Devi chiamarmi sempre - Canzoni dell'oscurità con Anna Lamberti-Bocconi
- 2010 - Sangue Bianco con la partecipazione di Christian Alati, Mario Congiu, Attila Faravelli, Christian Rainer, Davide Tosches[5]
- 2014 - Ex Live con Cristiano Godano
- 2017 - Quantum
- 2018 - Quantum Extra Edizione Speciale contenente il racconto di gianCarlo Onorato "Destino della notte"

#### Singoli
- 1996 - Fratelli in armi
- 1998 - Lettera sul cielo
- 1999 - Le nozze chimiche
- 2004 - Il bene e il nulla

#### Partecipazioni
- 1998 – The different you, Robert Wyatt e noi con il brano Left on Man, in coppia con Madaski
- 2001 – Come fiori in mare con il brano Come le altre
- 2006 – Devi chiamarmi sempre di Anna Lamberti Bocconi, con il brano Canzone dell'oscurità

### Discografia con Underground Life

#### Album
- 1980 - Fiori del male
- 1981 - Cross
- 1983 - The Fox
- 1984 - WM uno
- 1987 - Filosofia dell'aria
- 1988 - Gloria Mundis
- 1993 - Questo soave sabba

#### Raccolte
- 1990 - La primula rossa

#### Singoli
- 1979 - Black.out!
- 1982 - Le Vol
- 1985 - Fuoco nella città di ghiaccio/Il Mondo di Suzie W.

#### Partecipazioni
- 1984 - Catalogue Issue con i brani India e Glasarchitektur

#### Produzioni
- 2003 - Helein Scatola cranica
- 2006 - Guignol Guignol
- 2008 - Pane Tutta la dolcezza ai vermi
- 2008 - Guignol Rosa dalla faccia scura
- 2009 - Facciascura Il tuo paradiso
- 2009 - Davide Tosches Dove l'erba è alta

## Opere letterarie
- Filosofia dell'aria, Contemplazione del lago edizioni, 1988
- L'officina dei gemiti, Stampa Alternativa, 1993
- L'ubbidiente giovinezza - racconti di luce, Il Sestante, 1999
- Il più dolce delitto, Sironi Editore, 2007, ISBN 8851800820
- Ex - semi di musica vivifica, Vololibero Edizioni, 2013, ISBN 9788897637073
- Fondale - Paranormalità elettive tra Musica, Cinema e affini, Alter Ego, 2021, ISBN 9788893331999

## Pittura

### Esposizioni
- 1996 - "Tunnel D'Arte" Collettiva Internazionale di Pittura, Porlezza
- 1997 - Personale, Rimini
- 1999 - Personale, Salone del Libro, Lingotto, Torino
- 1999 - Personale, MEI, Faenza
- 2003 - Collettiva Internazionale di Poiesis "PoiesisLaMostra", Galleria Civica, Monza
- 2003 - Collettiva Internazionale di Poiesis "PoiesisLaMostra", Premio Salvatori dell'Arte, Sassocorvaro - padrino all'inaugurazione: Tonino Guerra
- 2004 - Collettiva Internazionale di Poiesis "PoiesisLaMostra", Sala Borsa, Bologna
- 2006 - Collettiva di Poiesis "PoiesisLaMostra", MEI, Faenza
- 2009 - Collettiva di Poiesis "PoiesisLaMostra", Lissone - Repubblica.it Archiviato il 28 giugno 2009 in Internet Archive.
- 2009 - Collettiva "In my secret life, voci su tela dal mondo della musica e dello spettacolo" - Forte di Bard (Aosta)